# تشارلي كيرك (صحفي)
تشارلي كيرك (بالإنجليزية: Charlie Kirk)‏ هو صحفي ومذيع راديو محافظ أمريكي ولد في يوم 14 أكتوبر 1993 في مدينة أرلينغتون هايتس في ولاية إلينوي. يعرف بكونه من أكثر المؤيدين للرئيس الأمريكي دونالد ترامب.